# Saint Sébastien (Ribera)
Pour les articles homonymes, voir Saint Sébastien (homonymie).
Saint Sébastien est un tableau réalisé par le peintre espagnol José de Ribera dans la première moitié du XVIIe siècle. Cette huile sur toile est une peinture chrétienne qui représente Sébastien pendant son martyre, alors qu'il est déjà frappé par une première flèche. La tête levée vers le ciel, le saint est figuré le corps barrant la composition en diagonale, ses bras écartés et sa blessure au flanc évoquant la Crucifixion du Christ. L'œuvre est conservée au musée d'Art moderne André-Malraux, au Havre, en France.

## Galerie
Le deux tableaux représentés ci-dessous montrent que José de Ribera a peint plusieurs fois le martyre de Saint Sébastien, saint particulièrement vénéré à l'époque et invoqué contre la peste et les épidémies. 

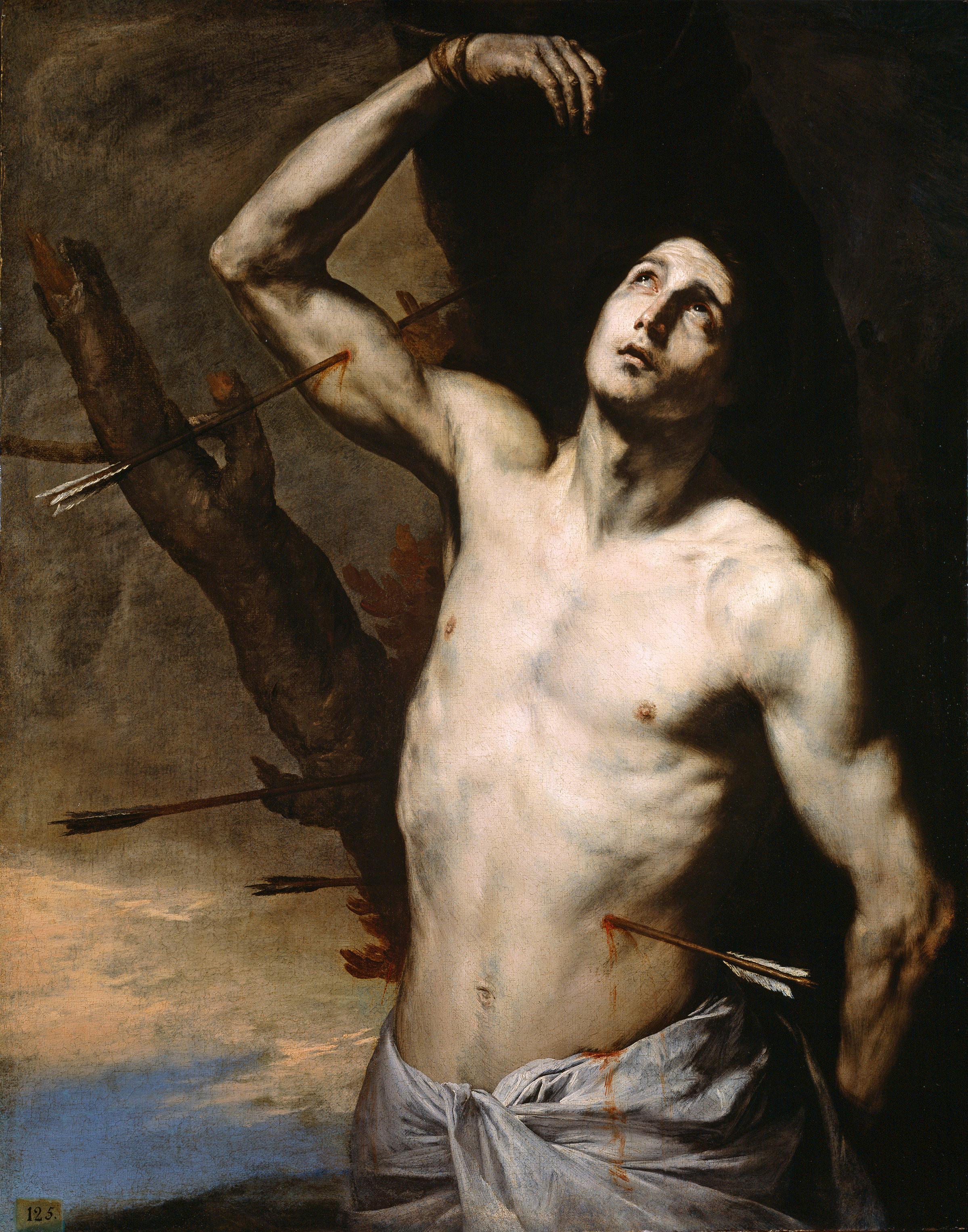
Autre Saint Sébastien par José de Ribera (1636), conservé au musée du Prado, à Madrid, en Espagne.
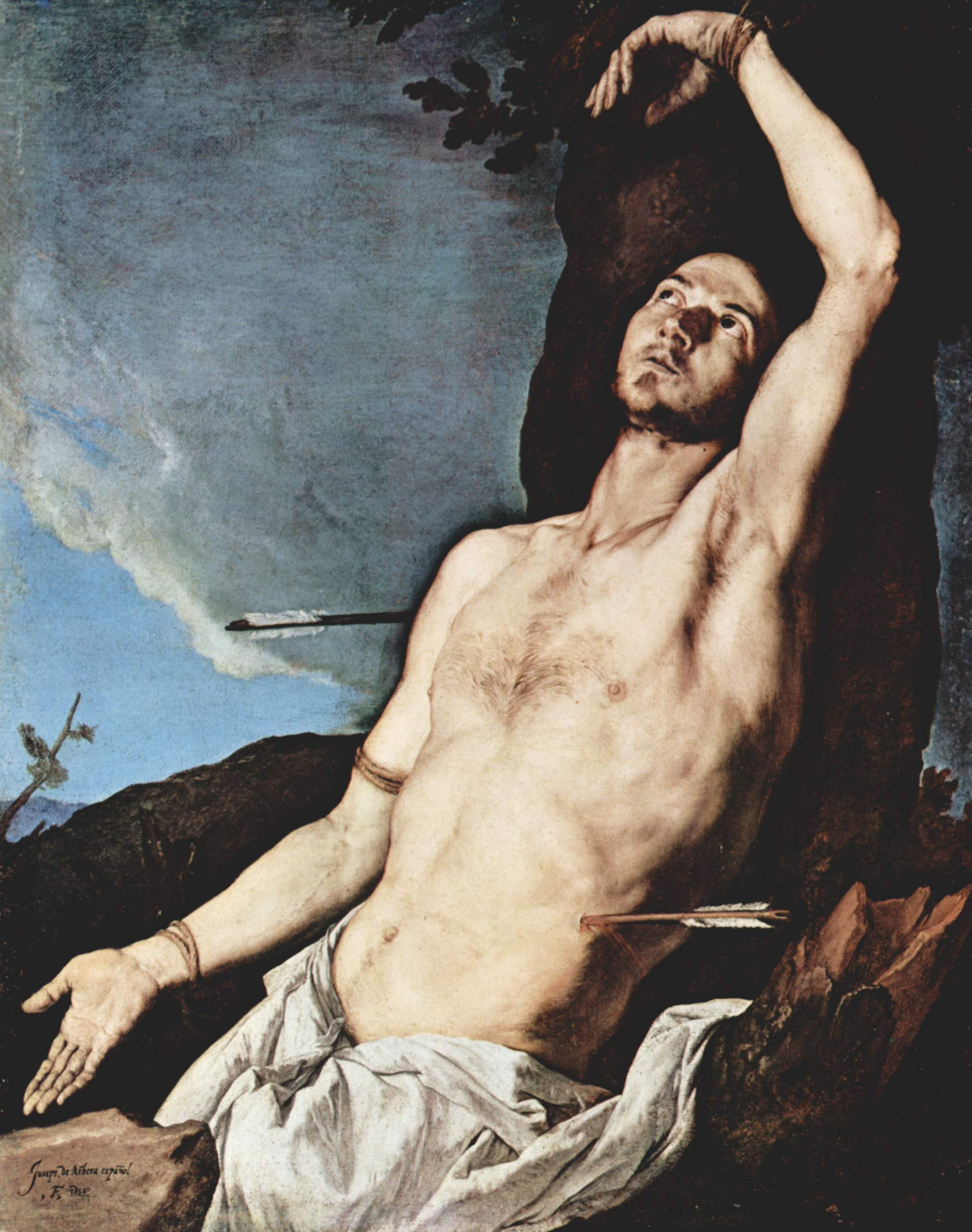
Saint Sébastien par José de Ribera (1651) conservé au Musée San Martino de Naples, en Italie.